# BoyWithUke
BoyWithUke (* 2002 als Charley Yang in Daegu, Südkorea, der Künstlername bedeutet auf Deutsch „Junge mit Ukulele“) ist ein US-amerikanischer Musiker, der über die Videoplattform TikTok bekannt wurde. Am Anfang seiner Karriere nutzte er für seine Musik überwiegend eine Ukulele, allerdings änderte er mit seinem neusten Album „Burnout“ seinen Musikstil stark und wechselte zur Gitarre.

## Leben
BoyWithUke begann seine musikalische Karriere 2021 auf der Plattform TikTok, auf der er verschiedene Videos mit seinen Stücken hochlud. Seine Musik entsteht per DIY und über die Software GarageBand. Musikalisch handelt es sich um Indiepop mit Lo-Fi-Elementen, die auf einer Ukulele aufbauen. Nach den ersten erfolgreichen Videos veröffentlichte er 2021 sein Debütalbum Fever Dreams über Spotify. In seinen Videos tritt er in einem Kapuzenpulli auf, das Gesicht wird von großen Comic-Augen verdeckt.
Am 10. September 2021 veröffentlichte er die Extended Play Faded, die mit Toxic seinen bisher größten Hit enthielt, der in die Charts einstieg. Das Lied handelt von toxischen Beziehungen und Freundschaften.
Im Oktober 2023 zeigte BoyWithUke sich erstmals ohne Maske in den Sozialen Medien.
Am 15. November 2024 veröffentlichte er mit „Burnout“ sein fünftes Album, mit dem ein neuer Abschnitt in seiner Karriere eingeleitet werden soll und ein bevorstehender Namenswechsel angekündigt wurde.

## Diskografie

### Alben
- 2021: Melatonin Dreams[6]
- 2021: Fever Dreams[7]
- 2022: Serotonin Dreams[8]
- 2023: Lucid Dreams[9]
- 2024: Burnout[10]

### EPs
- 2021: Trouvaille
- 2021: Faded
- 2023: Antisocial

### Singles
- 2021: Two Moons (US: Gold)
- 2021: Small Fry
- 2021: Toxic
- 2022: Long Drives
- 2022: IDGAF (feat. Blackbear; #9 der deutschen Single-Trend-Charts am 25. März 2022[11])
- 2022: Understand
- 2022: Sick of U (feat. Oliver Tree)
- 2023: Rockstar
- 2023: Out of Reach
- 2023: Trauma
- 2023: Migraine
- 2024: Can You Feel It?
- 2024: Ghost
- 2024: Gaslight

## Auszeichnungen für Musikverkäufe
| Goldene Schallplatte - Brasilien - 2024: für die Single IDGAF - Frankreich - 2023: für die Single Toxic - Italien - 2023: für die Single Toxic - Kanada - 2022: für die Single IDGAF - 2022: für die Single Two Moons - Polen - 2023: für das Album Serotonin Dreams - Portugal - 2022: für die Single Toxic - Spanien - 2024: für die Single Toxic | Platin-Schallplatte - Kanada - 2022: für die Single Toxic - Polen - 2023: für die Single Toxic - Vereinigte Staaten - 2023: für die Single Toxic Diamantene Schallplatte - Brasilien - 2024: für die Single Toxic |

Anmerkung: Auszeichnungen in Ländern aus den Charttabellen bzw. Chartboxen sind in ebendiesen zu finden.
| Land/RegionAuszeichnungen für Musikverkäufe (Land/Region, Auszeichnungen, Verkäufe, Quellen) | Silber     | Gold       | Platin     | Diamant  | Verkäufe  | Quellen             |
| -------------------------------------------------------------------------------------------- | ---------- | ---------- | ---------- | -------- | --------- | ------------------- |
| Brasilien (PMB)                                                                              | —          | Gold1      | —          | Diamant1 | 180.000   | pro-musicabr.org.br |
| Deutschland (BVMI)                                                                           | —          | Gold1      | —          | —        | 200.000   | musikindustrie.de   |
| Frankreich (SNEP)                                                                            | —          | Gold1      | —          | —        | 100.000   | snepmusique.com     |
| Italien (FIMI)                                                                               | —          | Gold1      | —          | —        | 50.000    | fimi.it             |
| Kanada (MC)                                                                                  | —          | 2× Gold2   | Platin1    | —        | 160.000   | musiccanada.com     |
| Polen (ZPAV)                                                                                 | —          | Gold1      | Platin1    | —        | 35.000    | olis.pl             |
| Portugal (AFP)                                                                               | —          | Gold1      | —          | —        | 5.000     | Einzelnachweise     |
| Spanien (Promusicae)                                                                         | —          | Gold1      | —          | —        | 30.000    | elportaldemusica.es |
| Vereinigte Staaten (RIAA)                                                                    | —          | Gold1      | 2× Platin2 | —        | 2.500.000 | riaa.com            |
| Vereinigtes Königreich (BPI)                                                                 | 2× Silber2 | —          | —          | —        | 260.000   | bpi.co.uk           |
| Insgesamt                                                                                    | 2× Silber2 | 10× Gold10 | 4× Platin4 | Diamant1 |           |                     |